# Isurus planus
 (novembre 2016).
Si vous disposez d'ouvrages ou d'articles de référence ou si vous connaissez des sites web de qualité traitant du thème abordé ici, merci de compléter l'article en donnant les références utiles à sa vérifiabilité et en les liant à la section « Notes et références ».
Requin Mako à dents de crochet
Espèce
Le requin mako à dents de crochet (Isurus planus) est une espèce éteinte de requins lamniformes appartenant au genre Isurus. Il a vécu au Miocène, en Californie, il y a entre 23 et 5 millions d'années.

## Description
Ce n'est qu'en 1856 que Louis Agassiz le décrit, 13 ans après avoir décrit un grand nombre de requins fossiles (Hemipristis serra, le genre Otodus, Ptychodus mortoni, Carcharodon megalodon et Carcharodon hastalis).